# Marcus Paus
Marcus Nicolay Paus (* 14. Oktober 1979 in Oslo) (Aussprache [ˈmɑrkʉs ˈpæʉs]) ist ein norwegischer Komponist und einer der meistgespielten zeitgenössischen skandinavischen Komponisten. Er gilt als Vertreter einer Neuorientierung in Richtung Tradition, Tonalität und Melodik. Seine Werke wurden von Kritikern in Norwegen und im Ausland gelobt.
Sein Werk umfasst Kammermusik, Chorwerke, Solowerke, Konzerte, Orchesterwerke, Opern und Sinfonien, Kirchenmusik sowie Werke für Theater, Film und Fernsehen. Seine Musik verwendet eine breite Palette sowohl traditioneller als auch modernistischer Techniken. Einige von Paus’ Werken wurden von Volksmusik und nicht-westlicher klassischer Musik beeinflusst. Paus wurde auch als lyrischer Modernist bezeichnet.

## Familie
Paus ist der Sohn der bekannten Sänger Ole Paus und Anne-Karine Strøm. Er gehört der Industriellenfamilie Paus aus Oslo an, die Nachkommen von Peder Povelsson Paus sind. Er ist ein Enkel des norwegischen Generals Ole (von) Paus (1910–2003) und Urenkel des Gutsbesitzers und norwegischen Konsuls in Wien Thorleif (von) Paus (1881–1976) und dessen österreichischer Ehefrau Ella Stein (1883–1971); ihre Familie war Ende des 19. Jahrhunderts vom Judentum zum Katholizismus konvertiert (vgl. Geschichte der Juden in Österreich). Sein Großvater wurde im christlichen Glauben lutherischer Prägung der väterlichen Familie erzogen, wuchs nach der Scheidung seiner Eltern in Wien auf, besuchte das Theresianum und siedelte als 19-Jähriger 1929 nach Norwegen über, wo er später General wurde; der Familienname wurde in Österreich-Ungarn „von Paus“ geschrieben. Ella Paus floh 1938 wegen des Anschlusses aus Österreich nach Oslo. Die Familie Paus gehörte seit dem frühen 17. Jahrhundert als Richter und Pastoren der lutherischen Staatskirche der regionalen Führungsschicht, der „Beamtenaristokratie“, in der Øvre Telemark an. Sein Familienzweig bestand seit dem Ende des 18. Jahrhunderts aus Reedern und Kaufleuten in Skien, darunter engen Verwandten Henrik Ibsens, und seit dem Ende des 19. Jahrhunderts aus wohlhabenden Stahlindustriellen in Christiania (Oslo). Sein Ur-Urgroßvater, der Stahlgroßhändler und Bankdirektor Ole Paus (1846–1931), war ein Vetter Henrik Ibsens.
2019 heiratete er die Komponistin und Sängerin Tirill Mohn, ein ehemaliges Mitglied der Art-Rock-Band White Willow und Nachkomme der Künstler Christian Krohg und Oda Krohg. Paus und seine Frau sind entfernt verwandt, da beide Nachkommen von Norwegens erstem Regierungsanwalt Bredo Henrik von Munthe af Morgenstierne (1774–1835) sind.

## Karriere
Paus besuchte die Osloer Waldorfschule. Als Gymnasiast besuchte er Mitte der neunziger Jahre auch das Musicians Institute in Hollywood. In seinen Teenagerjahren ab den frühen 1990er Jahren war er als Progressive-Rock-Gitarrist tätig.
Er studierte von 1998 bis 2002 an der Norwegischen Musikhochschule; mit dem Alter von 18 Jahren bei Studienbeginn war er einer der jüngsten Studenten, die jemals in das dortige  Komponistenprogramm aufgenommen wurden. Nach seinem Abschluss ging er nach New York City, wo er von 2003 bis 2005 klassische Komposition an der Manhattan School of Music studierte. In New York war er Schüler von Richard Danielpour und verbrachte ein Semester als dessen Assistent. 2010 war er künstlerischer Leiter des Osloer Opernfestivals.
Er lebte in Oslo, New York City, London und Berlin (2011–2016), heute lebt er in Asker bei Oslo.

## Musik
Paus gilt als Vertreter einer Neuorientierung in Richtung Tradition, Tonalität und Melodik. Obwohl seine Musik oft tonal und melodisch geprägt ist, verwendet er eine breite Palette traditioneller und modernistischer Techniken, einschließlich Aleatorismus und serieller Verfahren. Das harmonische Schreiben von Paus ist typischerweise komplex und kombiniert nicht-traditionelle Strukturen wie Cluster und symmetrische harmonische Formen mit triadischer Harmonie. Einige Werke von Paus wurden von Volksmusik und nicht-westlicher klassischer Musik beeinflusst, darunter Lasuliansko Horo (2004) für Violine und Klavier (bulgarische Volksmusik), das Flötenkonzertino A Portrait of Zhou (2012) (chinesische Musik), und Fanitull (Devil’s Tune) aus Two Lyrical Pieces (2007) für Streichorchester (norwegische Volksmusik). Als Teenager war Marcus Paus als Progressive-Rock-Gitarrist aktiv, und diese Erfahrung spiegelt sich zeitweise in einigen der energischsten Musikstücke von Paus wider, wie dem Scherzo II aus seiner Cellosonate (2009) und dem dritten Satz, Mosh, aus seiner Drei Sätze für Solocello (2012). Paus ist auch von Filmmusik beeinflusst und hat John Williams als wichtigen Einfluss angeführt, insbesondere wie er Dissonanz- und Avantgardetechniken in einem größeren Klangrahmen verkörpert.
Als junger Komponist bezeichnete er sich 2007 in seinem Musikstil als „kulturkonservativen Nichtmodernisten“. In einem Interview aus dem Jahr  2013 waren seine Ansichten nuancierter und er sagte, dass er nicht gegen die Moderne sei und dass die Moderne wichtige Innovationen und Beiträge beinhalte, aber dass er die Vielfalt der Musikstile und -einflüsse und eine „größere Akzeptanz traditioneller Einflüsse“ unterstütze. Paus hat sich auch als „Anarchotraditionalist“ bezeichnet. Im Laufe der Zeit griff Paus die modernistischen Einflüsse stärker auf, bewahrte jedoch die Tonalität und das Interesse an der Tradition. Der NRK-Musikkritiker Trond Erikson schrieb 2015: „Wenn jemand als lyrischer Modernist bezeichnet werden könnte, wäre es Marcus Paus“ und „Marcus Paus hat gezeigt, dass das Schaffen von etwas Neuem, Aufregendem und Schönem nicht den alten Meistern vorbehalten ist“. Guy Rickards hat Paus als „erfolgreichen postmodernen Komponisten“ bezeichnet.
Paus vertonte eine Reihe von dichterischen und schriftstellerischen Werken, darunter solche von Dorothy Parker, William Butler Yeats, Oscar Wilde, Siegfried Sassoon, Richard Wilbur, William Shakespeare, Christina Rossetti, Emily Dickinson und Anne Frank, sowie der Norweger André Bjerke, Jens Bjørneboe, Arne Garborg, Knut Hamsun, Johan Falkberget, Harald Sverdrup und Ole Paus.
Paus’ The Beauty That Still Remains, basierend auf dem Originaltext von Anne Frank, wurde von der norwegischen Regierung für das offizielle norwegische Gedenken an das Ende des Zweiten Weltkriegs im Jahr 2015 in Auftrag gegeben.
Einige der Aufnahmen seiner Musik sind die Alben Marcus Paus (2013) von Johannes Martens und Joachim Kwetzinsky, Marcus Paus – Odes & Elegies (2017) von u. a. Tom Ottar Andreassen, Stephan Barratt-Due, Henning Kraggerud und das norwegische Rundfunkorchester, Portraying Passion: Works by Weill/Paus/Ives (2018) von Tora Augestad mit den Osloer Philharmonikern, En hellig, alminnelig lek (2018) von Julie Kleive und Kwetzinsky, Dypt i forledelsen (2020) von Kleive und Kwetzinsky, The Beauty That Still Remains (2020) mit dem norwegischen Mädchenchor und O Nata Lux (2020) mit der Zurich Chamber Singers.
Der Musikwissenschaftler Ralph P. Locke schrieb, dass Paus’ Hate Songs for Mezzo-Soprano and Orchestra, basierend auf Gedichten von Dorothy Parker, „eines der interessantesten Werke“ der letzten Jahre waren; „der Zyklus drückt Parkers Lieblingsthema aus: Wie schrecklich Menschen sind, besonders Männer“. Locke hob Tora Augestads Aufnahme von Hate Songs als eines der „besten Werke für Opern- und Vokalmusik“ in diesem Jahr hervor; das Album wurde ebenfalls mit dem Spellemannprisen (2018) ausgezeichnet. Albrecht Thiemann, Redakteur der Zeitschrift Opernwelt, nannte das Werk „ein Coup, der immenses Hörvergnügen bereitet“ und „ein bestechend instrumentiertes, geistsprühendes Opus.“
Zu Paus’ Werken für Kinder gehören die beiden Kinderopern Heksene/The Witches (Die Hexen) nach Roald Dahl und Askeladden – Påls versjon/The Ash-Lad – Pål's Story, die in Zusammenarbeit mit seinem Vater Ole Paus geschrieben wurden, letzteres im Auftrag der norwegischen Staatsoper. Seine Kinderoper „Children of Ginko“ wurde 2020 im Rahmen des vom norwegischen Außenministerium unterstützten Projekts Ibsen International in Shanghai uraufgeführt.
Paus hat auch Kirchenmusik geschrieben, teilweise auch in Zusammenarbeit mit seinem Vater, wie z. B. eine  Missa Concertante (2008) und ein Requiem (2014). Paus’ Fassung von O Magnum Mysterium (2007) wird international häufig aufgeführt; Jan Brachmann meinte in der Frankfurter Allgemeinen Zeitung, Letzteres übertrage „die harmonische Sprache aus Soundtracks für Mystery-Thriller in die fromme Andacht, quasi nach der Parole: ‚Du, Weihnachten ist wie ein Film von David Lynch, aber mit Happy End und ohne Tote.‘“
Im Jahr 2022 erhielt Paus von der Norwegischen Streitkräfte den Auftrag, ein „musikalisches Großwerk [über] das Kriegskreuz – und die Geschichten dahinter“ zu schreiben, das „identitätsstiftend und verbindend“ für die norwegischen Streitkräfte sein soll. Es war der größte Auftrag in der jüngeren Geschichte der norwegischen Militärmusik.
Der Musikwissenschaftler Edward Green schrieb 2020, dass Paus’ Musik „basiert auf Tradition, ist von sorgfältiger Handwerkskunst geprägt und gleichzeitig leidenschaftlich, überraschend, originell, zutiefst lyrisch und in ihrer sozialen und politischen Ausrichtung leidenschaftlich humanistisch“.

## Werke (Auswahl)

### Orchesterwerke
- Tuba Mirum (2021)
- Decameron: Concerto Rifugio (2020)
- Love’s Last Rites (2017)
- Konzert für Pauken und Orchester (2015)
- Music for Orchestra (2012)
- A Portrait of Zhou (Concertino for Flute & Orchestra) (2012)

### Chorwerke
- No Search, No Rescue (2017), Text des palästinensischen Poeten Jehan Bseiso
- The Day of Wrath Shall Come (2017), Text von Thomas von Celano
- Free is the Land (2016), Text von Ole Paus
- The Beauty That Still Remains (2015), nach Anne Frank
- And Now Abide (2012)
- The Stolen Child (2009), Text: William Butler Yeats
- Missa Concertante (2008)
- O Magnum Mysterium (2007)

### Opern
- Children of Ginko / Frøbarna (2017–18), Libretto von Oda Fiskum
- Hate Songs for Mezzo-Soprano and Orchestra (2013–14), Text von Dorothy Parker
- Spelet om Christian Frederik (2014)
- Eli Sjursdotter (2013–14), Libretto von Ola Jonsmoen
- The Teacher Who Was Not To Be (Læreren som ikke ble) (2013), Libretto von „The teacher who was not to be“ (Olav Anton Thommessen)
- The Ash-Lad – Pål’s Story (Askeladden – Påls versjon) (2010–11), Libretto von Ole Paus
- Heksene / The Witches (2007–08), Libretto von Ole Paus

### Kammermusik
- Fragments from Sappho (2020)
- Songs from Shiraz (2020)
- Requiem (2014), Text von Ole Paus
- String Quartet no. 4 ‘Ashes’ (2013)
- Sonata for Cello & Piano (2009)
- String Quartet no.3 (2006)
- Trio for Clarinet, Violin & Piano (2006)
- Lasuliansko Horo for Violin & Piano (2004)

### Solowerke
- Good Vibes in Bad Times (2020)
- Intimations (2020)
- Cabin Fever (2020)
- The Waters of Vinje (Souvenir d’un Voyage) (2019)
- Marble Songs (2016)
- Vita (2014)
- Trauermusik for Solo Cello (2012)
- 4 Memento Mori for Solo Piano (2012)
- The Ladies on the Bridge for Solo Violin (2010)

### Filmmusik
- UMEÅ4ever (2011), unter der Leitung von Geir Greni
- Stadtneurosen (Upperdog, 2009), unter der Leitung von Sara Johnsen
- Mortal – Mut ist unsterblich (2020)

## Diskografie (Auswahl)
- Ensemble 96s: Kind (2L, 2010) (The Stolen Child)
- UMEÅ4ever (MTG Music, 2011)
- Henning Kraggerud: Munch Suite (Simax 2013)
- Johannes Martens und Joachim Kwetzinsky: Marcus Paus (Aurora 2013) (Trauermusik, 4 Memento Mori und Sonata for Cello & Piano)
- Philharmonisches Orchester Bergen: OPUS 250 (LAWO Classics, 2015) (Konzert für Pauken und Orchester)
- Tom Ottar Andreassen, Henning Kraggerud, das norwegische Rundfunkorchester, Jan Bertelsen, Ole Eirik Ree, Oslo Camerata mit Stephan Barratt-Due und Bjarne Magnus Jensen: Marcus Paus – Odes & Elegies (Sheva Contemporary, 2017)
- Tora Augestad/Philharmonisches Orchester Oslo: Portraying Passion: Works by Weill/Paus/Ives (LAWO Classics, 2018)
- Julie Kleive und Joachim Kwetzinsky: En hellig, alminnelig lek (Grappa Musikkforlag, 2018)
- Norwegischer Mädchenchor: The Beauty That Still Remains (2L, 2020)
- Julie Kleive und Joachim Kwetzinsky: Dypt i forledelsen (MTG Music, 2020)
- Mortal (MTG Music, 2020)
- Zurich Chamber Singers: O Nata Lux (Berlin Classics, 2020) (O Magnum Mysterium)
- Good Vibes in Bad Times (MTG Music, 2020)
- Bjarne Magnus Jensen und Ole Christian Haagenrud: Sonata for Violin and Piano (Sheva Contemporary, 2021)
- Arktisk Filharmoni, Henning Kraggerud u. a.: Cabin Fever: Pandemic Works (Sheva Contemporary, 2022)
- Requiem/Trisyn/Læreren som ikke ble (2022)